# Zilveren medaille voor Dapperheid
De Zilveren medaille voor Dapperheid (Italiaans: Medaglia d'argento al valor militare) is een Italiaanse medaille voor dapperheid. 
De Italiaanse medailles voor dapperheid werden op 21 mei 1793 door de Savoyaanse Koning Victor Amadeus III van Sardinië werd ingesteld voor "daden van uitzonderlijke dapperheid door lagergeplaatste officieren en soldaten".
Deze medailles raakten in onbruik het tijdens de periode van Napoleontische overheersing. De koning Victor Emanuel I van Sardinië stelde deze onderscheidingen weer opnieuw in op 1 april 1815, om deze een paar maanden later weer af te schaffen. Hij verving deze door de Militaire Orde van Savoye (Ordine Militaire di Savoia), beter bekend als Militaire Orde van Italië.
In 1833 zag de koning Karel Albert van Sardinië in dat de militaire orde te exclusief was en stelde opnieuw de medailles in voor dapperheid (goud en zilver) als onderscheiding voor nobele daden uitgevoerd door soldaten in zowel oorlogs- en vredestijd.
Gedurende de Eerste Wereldoorlog werd de medaille aan militaire personeel in eenheden boven die van een compagnie en burgers voor buitengewoon getoonde moed uitgereikt. 
Gedurende de Eerste Wereldoorlog werd de medaille 38.614 uitgereikt, voor individuele daden van dapperheid (vergeleken met de Gouden medaille voor Dapperheid 368 medailles en de Bronzen medaille voor Dapperheid 60.244 medailles).
De Zilveren medaille voor Dapperheid is het equivalent van de Military Cross, welke 40.253 keer tijdens de Eerste Wereldoorlog uitgereikt werd.  
De Zilveren medaille voor Dapperheid wordt nog steeds door de Italiaanse staat, samen met de Gouden medaille voor Dapperheid en Bronzen medaille voor dapperheid uitgereikt.

## Een lijst van dragers
- Italo Balbo (2)
- William George Barker (2)
- Carlo Emanuele Buscaglia (6)
- Carlo Ederle (3)
- Francesco Giangreco (2)
- Manfredi Gravina
- Ernest Hemingway
- Pietro Lupo
- Hans-Joachim Marseille
- Erwin Rommel
- Hans-Ulrich Rudel
- Hans von Luck
- Walther Nehring
- Guido Jung
- Raffaele de Courten
- Italo Gariboldi (2)
- Gastone Gambara (2)
- Alfonso Riguzzi (2)
- Filippo Zuccarello